# هيروشي واتانابي (رسام)
هيروشي واتانابي (باليابانية: わたなべひろし ) (و. القرن 20  م) هو مخرج أفلام، ورسام رسوم متحركة ياباني، ولد في كوماموتو، كوماموتو.

## وصلات خارجية
- هيروشي واتانابي على موقع IMDb (الإنجليزية)
- هيروشي واتانابي على موقع أول موفي (الإنجليزية)
- هيروشي واتانابي على موقع قاعدة بيانات الفيلم (الإنجليزية)
- هيروشي واتانابي على موقع كينوبويسك (الروسية)
- هيروشي واتانابي على موقع ANN person (الإنجليزية)